# Schweizer Badmintonmeisterschaft 1970
Die Schweizer Badmintonmeisterschaft 1970 fand Anfang 1970 in Lausanne statt.

## Sieger und Finalisten
| Disziplin    | Gold                              | Silber                    |
| ------------ | --------------------------------- | ------------------------- |
| Herreneinzel | Anton Sauter                      | Hubert Riedo              |
| Dameneinzel  | Vreni Schkölzinger                | Josée Carrel              |
| Herrendoppel | Jürg Honegger Heinz Honegger      | Edy Andrey Hubert Riedo   |
| Damendoppel  | Vreni Schkölzinger Josée Carrel   |                           |
| Mixed        | Heinz Honegger Vreni Schkölzinger | Anton Sauter Josée Carrel |